# Кахімі Карі
Кахімі Харі (яп. カヒミ・カリィ, Kahimi Karī) — справжнє ім'я Марі Hiki (яп. 比企 マリ) — японська музикантка в стилі Shibuya Kei. Кахімі співає англійською, французькою та японською мовами. Багато її ранніх пісень написані англійським музикантом Момусом. Також Кахімі активно співпрацює з японським діджеєм Корнеліусом, на чиєму лейблі «Trattoria» випущені багато її міні-альбомів середини 1990-х. В даний час живе в Токіо, протягом своєї кар'єри багато часу проводила в Парижі.

## Біографія
Кахімі народилася в сім'ї головного лікаря лікарні в Уцуномії. Через суворе батьківське виховання, була позбавлена багатьох розваг. У підлітковому віці захоплювалася Сержем Генсбуром.
Після закінчення школи, переїхала в Токіо і вступила до коледжу для навчання фотографії. Закінчивши його, якийсь час працювала фриланс-фотографом. У 1990-му, вперше виступила як співачка в дуеті з Такако Мінікава Fancy Face Groovy. У 1994-му випустила свій перший сольний альбом Mike Alway's Diary, в спродюсований популярним японським музикантом Корнеліусом, при цьому їх особисті стосунки широко висвітлювалися. Надалі співачка придбала популярність в Європі (особливо у Франції), багато гастролює.

## Дискографія

### Альбоми
- 1997 — Larme de crocodile (Crue-L KYTHMAK-031DA)
- 1998 — K.K.K.K.K. (Polydor POCP-7296)
- 2000 — Tilt (Polydor POCH-1949)
- 2001 — My Suitor (Polydor)
- 2003 — Trapeziste (Victor VICL-61070)
- 2004 — Montage (Victor VICL-61374)
- 2006 — NUNKI (Victor VICL-62135

### Ремікс-альбоми
- 1998 — a K is a K is a K (Polydor)
- 1998 — Kahimi Karie Remixes (Crue-L KYTHMAK-038D)

### Компіляції
- 1998 — Kahimi Karie (Minty Fresh [US])
- 1998 — The Best Of Trattoria Years Plus More (Trattoria Menu.164/FC-023/PSCR-5708)
- 2000 — K.K.Works 1998—2000 (Polydor)
- 2007 — Specialothers (Victor VICL-62433)

### Мініальбоми та сингли
- 1992 — Kahimi Karie and the Crue-L Grand Orchestra / Mike Alway's Diary (Crue-L KYTHMAK-003D/CRUKAH-002D)
- 1994 — Girly (Crue-L KYTHMAK-011D/CRUKAH-003D)
- 1995 — I am a kitten (Kahimi Karie sings Momus in Paris) (Crue-L KYTHMAK-015D)
- 1995 — My First Karie (Trattoria Menu.56/PSCR-5348)
- 1995 — Leur L'existence (Trattoria Menu.62/PSCR-9102)
- 1995 — Good Morning World (Trattoria Menu.70/PSDR-5237)
- 1996 — HUMMING ga kikoeru (Trattoria)
- 1996 — Le Roi Soleil (Trattoria Menu.99/PSCR-5500)
- 1997 — Tiny King Kong (Crue-L KYTHMAK-029D)
- 1998 — One Thousand 20th Century Chairs (Polydor POCP-7297)
- 2000 — Once Upon A Time (Polydor POCH-1913)
- 2000 — Journey To The Center Of Me (Polydor POCH-1927)
- 2004 — NaNa (Victor VICL-35620)

### DVD
- 2006 — KOCHAB (Victor VIBL-344)
- 2007 — Muhlifein (Victor VIBL-391)